# Chiesa dei Santi Pietro e Paolo (Ascoli Piceno)
La chiesa dei Santi Pietro e Paolo è un luogo di culto cattolico, ubicato ad Ascoli Piceno nel quartiere di Campo Parignano.

## Storia

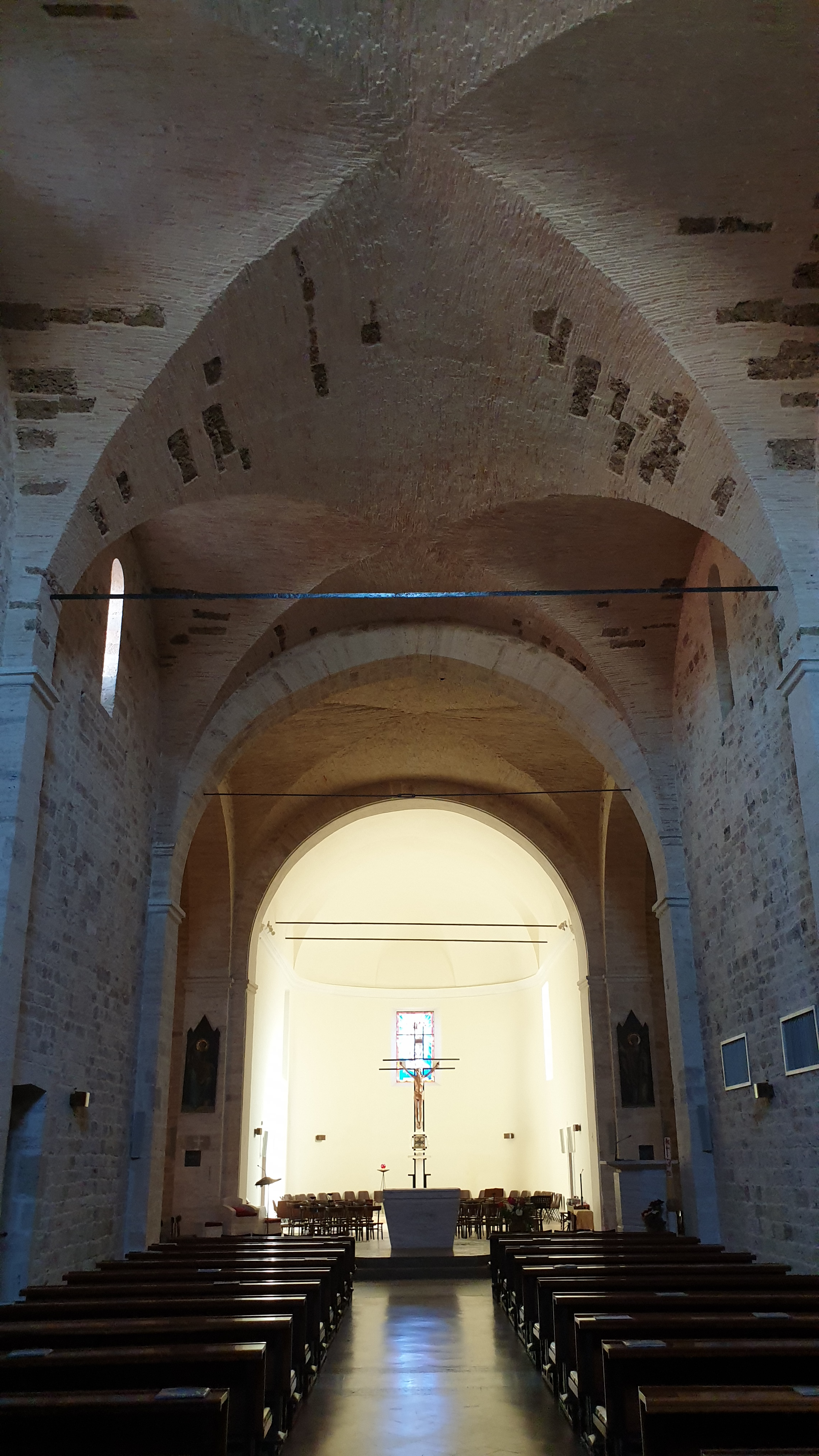
Interno

Le origini risalgono all'anno 1206, quando una religiosa di nome Amata fondò la chiesa e l'annesso convento in perfetto stile romanico. Dopo varie vicende susseguitesi nel corso dei secoli, si arrivò al XX secolo dove per volere del vescovo Morgante la chiesa venne riportata alla semplicità delle sue spoglie medievali e riconsacrata al culto. L’intitolazione ai Santi Pietro e Paolo avvenne nel maggio del 1969.

## Architettura
La chiesa, di forma compatta tipo parallelepipedo, è realizzata con blocchi regolari di travertino, tipico materiale del centro storico della città ascolana.
La facciata anteriore presenta soltanto una finestra orbicolare e quindi modesta di elementi decorativi e rappresenta un romanico spoglio. Sul lato sinistro compaiono tre strette monofore. Più in fondo si trova il corpo circolare con copertura a cupola della sagrestia, fatta costruire nel 1740, mentre l'abside anch'essa non di origine medievali venne fatta ricostruire nel 1685.
Il suo interno rispecchia la sobrietà dell'esterno essendo costituito da una sola navata a croce latina e volta a crociera. L'abside, unica zona intonacata, è costituita da una volta a botte scandita da vele a intervalli regolari.

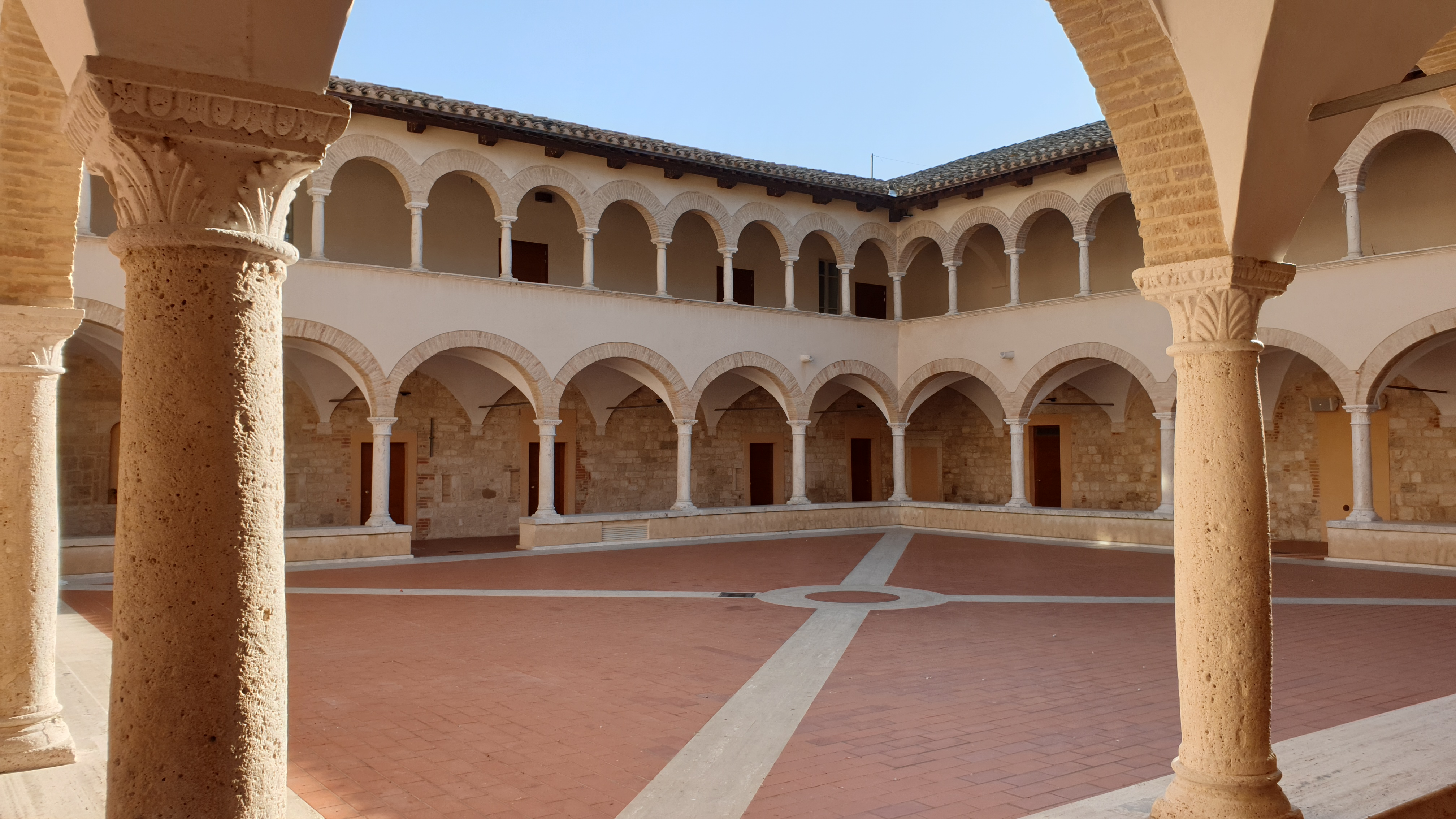
Chiostro